# Karl Vissaula
Karl Samuel Balthasar Vissaula, auch Carl Vissaula oder Charles Vissaula (* 20. November 1823 in Payerne; † 7. Januar 1875 in Le Petit-Saconnex; heimatberechtigt in Murten), war ein Schweizer Politiker.

## Leben
Karl Vissaula entstammte der Notabelnfamilie Vissaula und war der Sohn des Steuereinnehmers Johann Friedrich Vissaula (* 26. Juni 1795 in Murten; † 7. April 1865 ebenda) und von dessen Ehefrau Anne (* 29. März 1798 in Payerne; † 3. Februar 1884 in Murten), der Tochter von Daniel de Trey; er hatte noch einen älteren Bruder.
Sein Grossvater war der Murtner Stadtammann Johann Abraham Vissaula (1757–1823); zu seinen weiteren Vorfahren gehörte unter anderem der Geometer Johann David Vissaula (1709–1803).
Er blieb zeit seines Lebens unverheiratet.
Nach dem Besuch der Schulen in Murten wurde er 1847 Sekretär des Innern und 1849 Murtner Stadtschreiber und beendete diese Tätigkeit 1854. Er war von 1849 bis 1872 auch Mitglied des Freiburger Grossen Rats und war deren 1. Sekretär.
1858 wurde er Quartier-Aufseher des freiwilligen Armenvereins, an den sich hilfsbedürftige Personen wenden konnten, und 1863 war er Stadtsäckelmeister.
Von 1865 bis 1871 war er Steuereinnehmer.
1870 wurde er vom Grossen Rat in den Freiburger Staatsrat gewählt, lehnte die Wahl jedoch ab.
Er wurde am 2. Dezember 1872, nachdem ihn die Katholisch-Konservativen vorgeschlagen hatten, in den Nationalrat gewählt. Da er vom radikalen Murtenbiet keine Stimmen erhalten hatte, führte dies zu heftigen Kontroversen in Murten. Sein Nachfolger im Nationalrat wurde Arthur de Techtermann (1841–1909).
Aufgrund von finanziellen Problemen nahm er sich das Leben.